# لوکوموتیو سری ئی‌ام‌دی جی‌تی۲۲
لوکوموتیو سری ئی‌ام‌دی جی‌تی۲۲ (انگلیسی: EMD GT22 Series) یک سری لوموموتیو دیزلی ساخت شرکت‌های آستارسا، دورو داکوویچ، Equipamentos Villares S.A. , الکترو-موتیو دیویژن، جنرال موتورز دیزل و هنشل است.
این لوکوموتیوها که مابین سال‌های ۱۹۷۲ تا ۱۹۹۷ تولید می‌شده دارای ۲٬۲۵۰–۲٬۴۷۵ اسب بخار قدرت و ۱۰۵–۱۵۰ کیلومتر بر ساعت سرعت نهایی بوده است.

## مدل‌ها
- GT22CW
- GT22CU
- GT22CW-2
- GT22HW-2
- GT22CUM-1
- GT22CUM-2
- GT22LC
- GT22LC-2

## نگارخانه

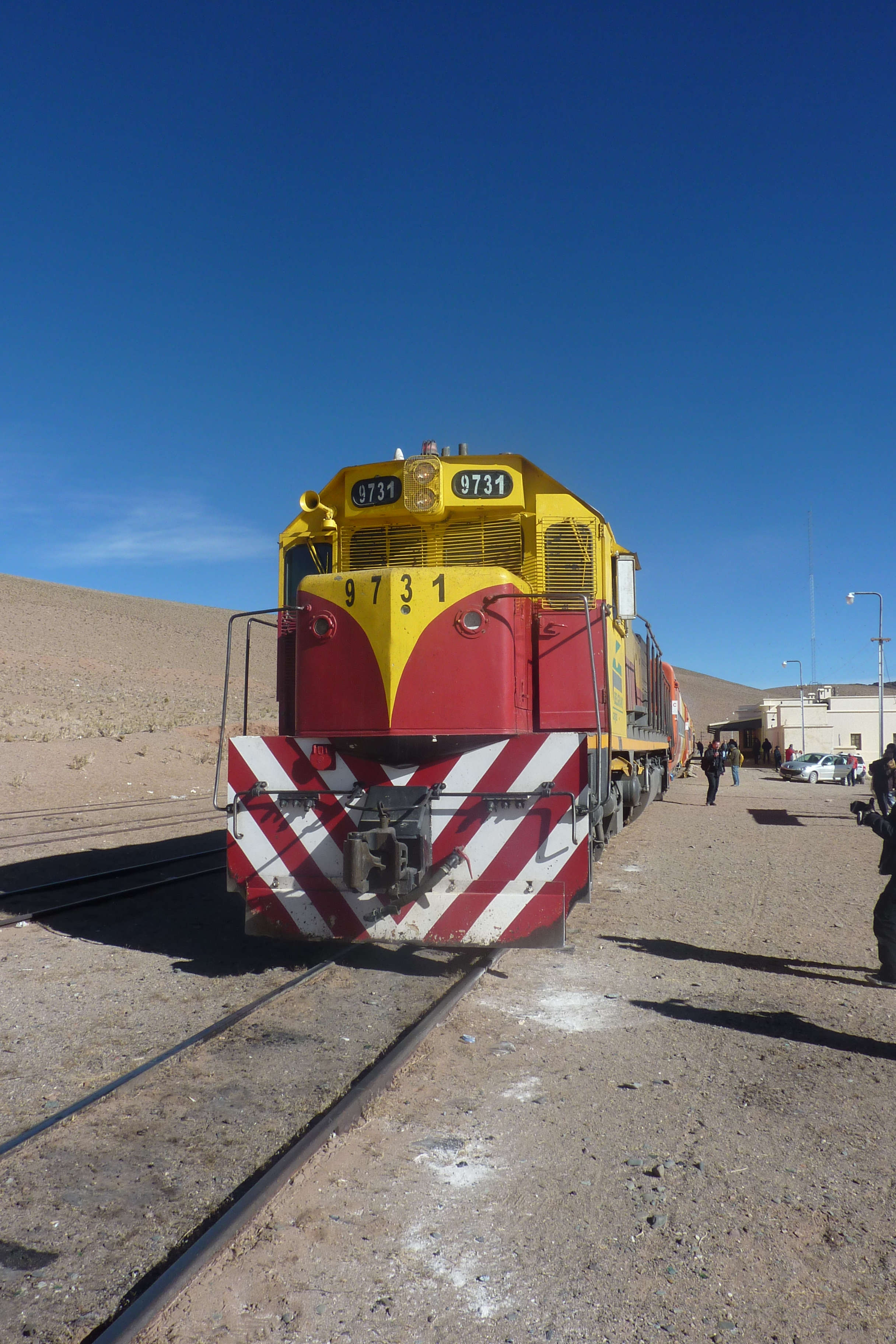
GT22CU
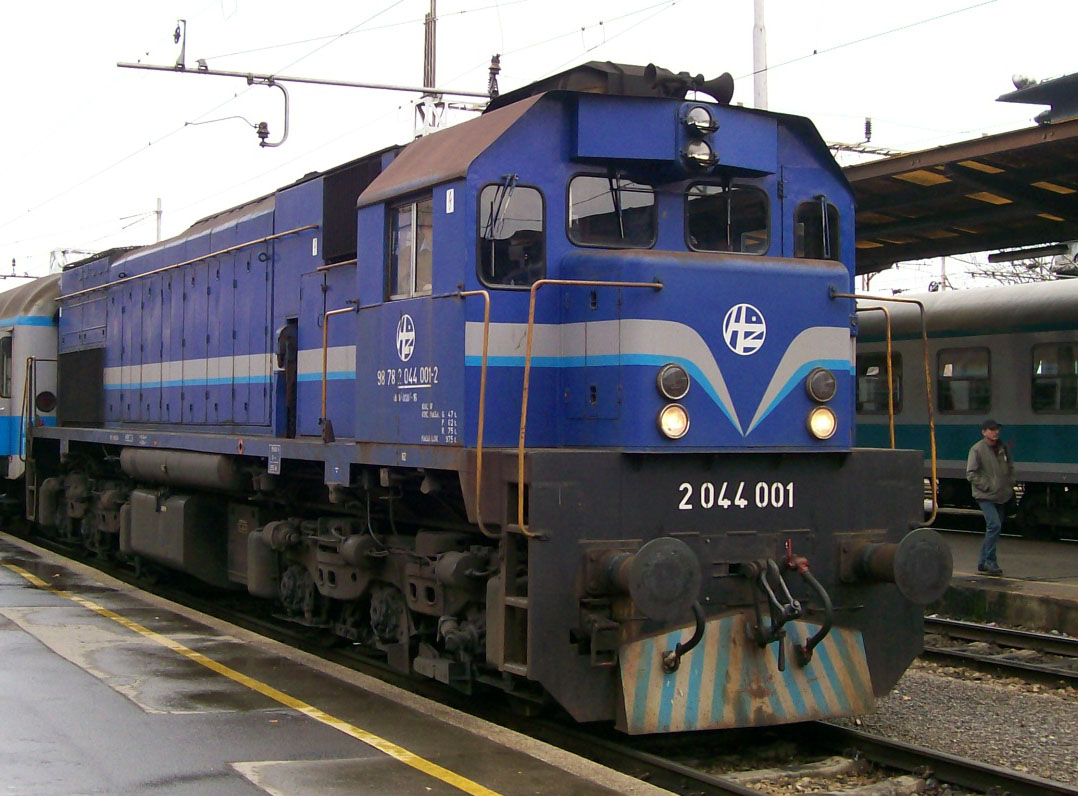
GT22HW-2